# قانون الفصل العنصري (الأبارتايد)
طُبّق وفُرض نظام الفصل العنصري في جنوب أفريقيا من خلال العديد من القوانين والأفعال، ساعد هذا القانون على إضفاء طابع مؤسّساتي على التمييز العنصري، وهيمنة البيض على الأعراق الأخرى، في حين أن الجزء الأكبر من هذا التشريع سُنّ بعد انتخاب حكومة الحزب الوطني في عام 1948، ولكن كان يسبقه وجود تشريعات فصل عنصري سابقة في عهد الحكومات البريطانية والأفريقانية (جنوب أفريقية من أصل أوروبي)، والفرق بين الفصل العنصري (الأبارتايد) والفصل العنصري في البلدان الأخرى هو الطريقة المنهجية التي صيغ بها القانون.

## تعميم القانون
نُشر قانون الفصل العنصري في الجريدة الرسمية لجنوب أفريقيا (التي أطلق عليها المصطلح الأفريقاني ستاتسكورانت أثناء فترة الفصل العنصري)، وقد كانت هذه الجريدة هي الوسيلة الرسمية التي استخدمتها حكومة الفصل العنصري في جنوب أفريقيا للتواصل مع الشعب، ويستمر استخدام هذه الوسيلة اليوم من قبل حكومات ما بعد الفصل العنصري على الرغم من أن نشر الجريدة قد توقف، ولم يعد متاحًا في المحاكم كما كان الحال سابقًا، بل تتاح الجريدة من خلال الاشتراك المدفوع على موقع شبكة الإنترنت.

## التمييز العنصري قبل قانون الفصل العنصري
على الرغم من أن الفصل العنصري كمشروع تشريعي شامل بدأ فعليًا بعد تولي الحزب الوطني السلطة في عام 1948، لكن سُبق ذلك بالعديد من القوانين أثناء الحكم البريطاني والأفريقاني في مقاطعات جنوب أفريقيا، وكان أبكر مثال على ذلك قانون غلين غراي الذي صدر عام 1894 في مستعمرة كيب، والذي قلّص من حقوق ملكية الأفارقة للأراضي في المناطق المُسجّلة.

## قائمة قانون الفصل العنصري

### تسجيل السكان والفصل
- يشترط قانون تسجيل السكان لعام 1950 تصنيف كل مواطن في جنوب أفريقيا كواحد من «المجموعات السكانية» العرقية، وهذا التصنيف سيؤمن القاعدة التي سيُبنى على أساسها الفصل العنصري بأكمله.
- يسمح قانون الحفاظ على الفصل في المرافق العامة لعام 1953 بفصل الأعراق عن بعضها في الأماكن العامة، والمركبات، والخدمات، حتى لو لم تكن التسهيلات المتساوية متاحة لجميع الأعراق.

أُلغي هذا القانون عام 1990 بموجب قوانين إلغاء التمييز العنصري في المرافق العامة، وألغي قانون تسجيل السكان بموجب قانون إلغاء قانون تسجيل السكان لعام 1991، لكن التصنيفات العرقية بقيت في سجل السكان حتى عام 1992.

### حجز الوظائف والفصل العنصري الاقتصادي
- قانون المناجم والأشغال، لعام 1911.
- قانون عمال البناء للسكان الأصليين لعام 1951.
- قانون العمل للسكان الأصليين (تسوية اربك لمنازعات) 1953.
- قانون المصالح الصناعية لعام 1956.

### الفصل في التعليم
- قانون بانتو للتعليم لعام 1953.
- قانون تمديد التعليم الجامعي لعام 1959.
- قانون تعليم الأشخاص الملونين لعام 1963.
- قانون تعليم الهنود لعام 1965.

### الفصل العنصري الجنسي
- يحظر قانون الفُجور ممارسة الجنس خارج نطاق الزواج بين البيض والسود.
- يحظر قانون حظر الزواج المختلط لعام 1949 الزواج بين البيض وأي شخص من أي عرق آخر.
- يحظر قانون الفجور المعدّل لعام 1950 ممارسة الجنس خارج نطاق الزواج بين البيض والأعراق الأخرى.

أُلغيت هذه القوانين بموجب قانون تعديل الفجور وحظر الزواج المختلط لعام 1985.

### امتلاك الأراضي والعزل الجغرافي
- حدد قانون أراضي السكان الأصليين لعام 1913 ملكية الأراضي من قبل السود بنسبة 8% من مساحة جنوب أفريقيا.
- وسّع قانون ملكية السكان الأصليين للأراضي لعام 1936 هذا الحد ليشمل حوالي 13 % من مساحة الأرض في جنوب أفريقيا.
- قّيد قانون ملكية الأراضي والتمثيل الهندي لعام 1946 ملكيّة الآسيويين للأراضي في البلدات والمدن.
- قسّم قانون مناطق المجموعة لعام 1950 (أعيد سنّه في عامي 1957 و 1966) المناطق الحضرية إلى «مناطق مجموعية» حيث قُيّدت الملكية، والإقامة على مجموعات سكانية معينة.
- شكّل قانون تطوير مناطق المجموعة لعام 1955 جزءًا من آلية تنفيذ قانون مناطق المجموعة.
- أنشئ قانون المحميات المجتمعية للأشخاص الملونين لعام 1961، وقانون المناطق الملونة الريفية لعام 1963 مناطق «محمية» للأشخاص الملونين في المناطق الريفية.
- قوّى قانون الحفاظ على المناطق الملونة (القانون رقم 31 لعام 1961) من فكرة «المناطق الملونة» في القانون، وخلق آلية قانونية للاستيلاء على الأراضي من قبل البيض.
- خفف قانون مراقبة الأجانب لعام 1973 القيود المفروضة على إقامة الآسيويين في أجزاء من جنوب أفريقيا.

ألغيت هذه قوانين، وغيرها من القوانين العنصرية المتعلقة بملكية الأراضي بموجب قانون إلغاء التدابير المعتمدة على العنصرية لعام 1991.

### قوانين المرور ومراقبة التوافد
- قانون السكان الأصليين (المناطق الحضرية) لعام 1923.
- قانون توحيد السكان الأصليين (المناطق الحضرية) لعام 1945.
- قانون منع الاستقطان غير القانوني لعام 1951.
- قانون تعديل القوانين المتعلقة بالسكان الأصليين لعام 1952.
- قانون السكان الأصليين (إلغاء جوازات السفر وتنسيق الوثائق) لعام 1952.
- قانون إعادة توطين السكان الأصليين لعام 1954.
- قانون المواطنين (منع الاعتراضات) لعام 1956.
- قانون المجالس الحضرية في بانتو لعام 1961.
- قانون السلطات المحلية للسود لعام 1982.

ألغيت قوانين المرور بموجب قانون تحديد الهوية لعام 1986، وقوانين مراقبة التوافد بموجب قانون إلغاء التوافد لعام 1986.  

## التمثيل السياسي
حافظ قانون جنوب أفريقيا لعام 1909، والذي وحّد مستعمرات جنوب أفريقيا الأربع في دولة واحدة، على الترتيبات الانتخابية دون تغيير، وهذا يعني أن الناخبين السود المؤهلين في مقاطعة كيب يمكنهم التصويت في انتخابات مجلس النواب، وقد كان هذا شرطًا أساسيًا، ومحميًا بحكم يتطلب أغلبية الثلثين في جلسة أجراها البرلمان لتغيير امتيازات الناخبين في كيب.
- صدر قانون تمثيل السكان الأصليين لعام 1936 بأغلبية الثلثين اللازمة، وأزال الناخبين السود في مقاطعة كيب من قائمة الناخبين العامة، ووضعهم على قائمة منفصلة، ما سمح لهم بانتخاب ثلاثة أعضاء فقط في مجلس النواب، وأقر القانون أيضًا أن أربعة أعضاء من مجلس الشيوخ منتخبين بطريقة غير مباشرة يمثلون السود في جميع أنحاء البلاد، وبقي الناخبون البيض في كيب على القائمة العامة.
- سمح قانون حيازة الأراضي الآسيوية والتمثيل الهندي لعام 1946 للهنود في مقاطعة ترانسفال ومقاطعة ناتال بانتخاب ثلاثة أعضاء في مجلس النواب، واثنين من أعضاء مجلس الشيوخ، ولكن ألغي هذا التمثيل بموجب قانون تعديل القوانين الآسيوية لعام 1948.
- أزال قانون التمثيل المنفصل للناخبين لعام 1951 الناخبين الملونين في مقاطعة كيب من قائمة الناخبين العامة، ووضعهم في قائمة منفصلة، ما سمح لهم بانتخاب أربعة أعضاء فقط في مجلس النواب، لم يوافَق عليه في البداية بسبب قانون أغلبية الثلثين، وقامت شعبة الاستئناف بالمحكمة العليا بإبطاله على هذا الأساس، لأنه سيتسبب بما سمته «أزمة دستورية للتصويت الملون»، غيرت الحكومة فيما بعد طريقة انتخاب مجلس الشيوخ وأصدرت قانونًا لتعديل قانون جنوب أفريقيا لعام 1956 بأغلبية الثلثين، الذي أقر قانون التمثيل المنفصل للناخبين.
- ألغى قانون تعزيز الحكم الذاتي في بانتو لعام 1959 التمثيل البرلماني الباقي للسود بموجب قانون تمثيل السكان الأصليين.
- ألغى قانون التمثيل المنفصل للناخبين المعدل لعام 1968 ما تبقى من التمثيل البرلماني للأشخاص الملونين، واستبدل قانون تمثيل الأشخاص الملونين البرلماني المعدل لعام 1968 بـ «مجلس تمثيلي» منتخب ذي سلطات محدودة.
- يحظر قانون حظر التدخل السياسي لعام 1968 الأحزاب السياسية متعددة الأعراق.
- أنشأ قانون دستور جمهورية جنوب أفريقيا لعام 1983 برلمانًا من ثلاث دوائر يضم مجلسًا منفصلًا يمثل البيض والملونين والهنود، وظل السود غير ممثلين.

أصدر دستور جمهورية جنوب أفريقيا لعام 1993 نظام اقتراع عام غير عنصري. 

### التطور المنفصل والبانتوستانات
- أعطى قانون الإدارة المحلية لعام 1927 الحكومة التنفيذية سلطة واسعة النطاق لحكم «المحميات المحلية»، والأشخاص الذين يعيشون عليها.
- أنشأ قانون سلطات بانتو لعام 1951 تسلسلًا هرميًا للسلطات القبلية، والإقليمية والمناطقية، بقيادة الزعماء والمستشارين المعينين لإدارة المحميات.
- ينص قانون تعزيز الحكم الذاتي في بانتو لعام 1959 على تطوير السلطات الإقليمية لتحكم ذاتي بالبانتوستانات.
- أنشأ قانون مؤسسة بانتو للاستثمار لعام 1959 شركات لتطوير اقتصاد البانتوستانات.
- جعل قانون دستور ترانسكاي لعام 1963 إقليم ترانسكاي إقليمًا يتمتع بالحكم الذاتي، بمجلس منتخب جزئيًا.
- أنشأ قانون شركات تنمية مناطق بانتو لعام 1965 شركات منفصلة للتنمية الاقتصادية لمختلف المناطق.
- جعل قانون مواطنة مناطق البانتو لعام 1970 المواطنين السود بانتوستانيين، وعندما ستصبح البانتوستانات مستقلة، فإنهم لن يعودوا مواطنين من جنوب أفريقيا.
- سمح قانون دستور بانتو للمناطق لعام 1971 لمناطق أخرى بأن تصبح أقاليم تتمتع بالحكم الذاتي، على غرار ترانسكي.
- أعلن قانون ولاية ترانسكي لعام 1976 أن ترانسكي دولة مستقلة، ولم تعد جزءًا من جنوب أفريقيا، ولم يعترف بهذا الاستقلال أي بلد آخر غير جنوب أفريقيا.
- أعلن قانون ولاية بوفوتاتسوانا لعام 1977، وقانون ولاية الفندا لعام 1979، وقانون ولاية سيسكي لعام 1981، أن بوفوتاتسوانا وفندا وسيسكي دول مستقلة.

ألغيت مناطق البانتوستانات بموجب دستور جمهورية جنوب أفريقيا لعام 1993، ودُمجت الدول المستقلة مرة أخرى تحت اسم جنوب أفريقيا.

### الحظر والسجن دون محاكمة وأمن الدولة
- قانون قمع الشيوعية لعام 1950.
- قانون الشعب لعام 1953.
- قانون التجمعات المثيرة للشغب لعام 1956.
- قانون المنظمات غير المشروعة لعام 1960.
- قانون التعويض لعام 1961.
- قانون التعديل العام لعام 1963.
- قانون الإرهاب لعام 1967.
- قانون التعويض لعام 1977.
- قانون الأمن الداخلي لعام 1982.